# الحق في المشاركة العامة
الحق في المشاركة العامة هو حق كل فرد في المساهمة بشكل فعال في الحياة العامة، وينبغي مشاركة كل من يستطيع التأثير بأتخاذ القرار، كما ويشمل الحق في المشاركة العامة حق التصويت والترشيح للانتخابات والمشاركة في الاستفتاءات بل وتتجاوز ذلك ايضاً. فهنا نتحدث عن حق كل فرد في التعبير عن فكره ورأيه في الوسط العام وبكل حرية يجب ان تُسمع افكاره وتحترم.

## المشاركة السياسية
إن مساهمة الفرد في الحياة العامة وبالأخص السياسية يعني انتهاجاً للأسلوب الديموقراطي في الحكم وتشمل هذه المساهمة حق المواطنين في الادلاء برأيه في الاستفتاءات العامة السياسية وغير سياسية المتعلقة بشتى مجالات الخدمة العامة وفي هذا المجال نص الاعلان العالمي لحقوق الانسان على حق كل شخص في الاشتراك في إدارة الشؤون العامة لبلاده سواء بشكل مباشر أو باختيار ممثلين.
وكذلك الحق في المشاركة السياسية ويعني الحق الذي تلتزم بموجبه السلطة الحاكمة بتوفير الحقوق للمواطنين، ومنها: حق الترشيح والانتخابات وتقلد الوظائف العامة وفق مبدأ تكافؤ الفرص، والمشاركة في الاجتماعات الخاصة والعامة والحق في تشكيل الأحزاب والانضمام اليها.

## التأكيد الدولي
أكد المجتمع الدولي لحقوق الانسان على الحق في المشاركة في العديد من الاتفاقيات وهذا ما نراه في الإعلان العالمي لحقوق الانسان لسنة 1948 وتنص الفقرة الأولى من المادة "21": (لكل شخص الحق في المشاركة في إدارة شؤون العامة لبلده، إما بشكل مباشر وإما بواسطة ممثلين يختارون بحرية)، وكذلك الفقرة الثالثة من المادة نفسها (أن إرادة الشعب هي مناط سلطة الحكم ويجب ان تتجلى هذه الإرادة من خلال انتخابات نزيهة، تجري دورياً بالاقتراع العام وعلى قدم المساواة بين الناخبين وبالتصويت السرِّي أو بإجراء مكافئ من حيث ضمان حرِّية التصويت.

## الهدف من الحق بالمشاركة العامة
سواء أكانت مشاركة الفرد على المستوى الحكومي أو الخاص، فإن إعطاء الفرد الحق بالمشاركة العامة ذلك يساهم في تعزيز وتمكين قدرة المواطن المواطن في إيصال توصياته لصناعة القرار، وكذلك في تعزيز مسؤولية المواطن تجاه المجتمع وانتمائه له، وتمكين الشعوب من اختيار من يمثلهم لتحقيق طموحاتهم وإيصال كلمتهم لصنع القرار، وان مشاركة لمواطن في الحياة العامة هو واجب وطني، 
ومن الناحية السياسية، فتحول دون الاستبداد بالسلطة ومنع الانحراف باستعمال السلطة، ولها دور حاسم في تعزيز الحكم الديمقراطي وسيادة القانون والتنمية الاقتصادية والإدماج الاجتماعي.

## العهد الدولي الخاص
أكد العهد الدولي الخاص بالحقوق المدنية والسياسية على الحق في المشاركة العامة ويؤكد ان لكل مواطن الحق في المشاركة في إدارة الشؤون العامة سواء مباشرة أو بواسطة ممثلين، وان ينتخب ويُنتخب في انتخابات نزيهة. 
كما واتى في نص المادة '20«من الإعلان العالمي لحقوق الإنسان في الفقرة الأولى من المادة: (لكل شخص حق في حرية الاشتراك في الاجتماعات والجمعيات السلمية» 
والمادة " 27" الفقرة الأولى: (لكل شخص حق المشاركة الحرة في حياة المجتمع الثقافية وفي الاستمتاع بالفنون والإسهام في التقدم العلمي وفي الفوائد التي تنجم عنه " 
ينطبق الحق في المشاركة العامة على جميع المواطنين، بغض النظر عن العمر أو الدين أو الجنس أو الموقع. وذلك لضمان المساواة وعدم التمييز بين المواطنين، فعندما نتيح الفرصة لكل مواطن على مشاركته في ابداء رأيه والمشاركة في صنع القرار نجعل من الفرد عنصر بنّاء في المجتمع.